# Clemens Bauermeister
Clemens Ferdinand Bauermeister (* 1. August 1837 in Heyersum; † 22. April 1917 in Hildesheim) war Gutsbesitzer und Mitglied des Deutschen Reichstags.

## Leben
Bauermeister besuchte die Privat-Realschule für Landwirtschaft, Handel und Gewerbe in Osnabrück. Er übernahm nach beendeter Lehrzeit auf einer Domäne 1863 das väterliche Besitztum in Heyersum, das er seitdem bewirtschaftete. Weiter war er Mitglied des Kreistages in Gronau.
Von 1903 bis 1907 war er Mitglied des Deutschen Reichstags für den Wahlkreis Provinz Hannover 10 Hildesheim, Marienburg, Alfeld (Leine), Gronau und die Deutsche Zentrumspartei.